# Das Einhorn
Das Einhorn ist ein deutscher Spielfilm aus dem Jahre 1978 nach dem gleichnamigen Roman von Martin Walser, der sich auch an der Erstellung des Drehbuchs beteiligte. Unter der Regie von Peter Patzak spielen Peter Vogel und Gila von Weitershausen die Hauptrollen.

## Handlung
Anselm Kristlein ist 42 Jahre alt, ein ehemaliger Werbetexter, der mit nur einem einzigen Buch über Nacht zum Schriftstellerstar aufstieg. Und dennoch kämpft er mit zahlreichen Ungewissheiten, hat Fragen für sein Leben, ist ein „Einhorn“, das Symbol für eine tief in ihm wohnende Unruhe. Eines Tages beauftragt ihn die Schweizer Verlegerin Melanie Sugg, ein knalliges, grelles Sachbuch mit dem allessagenden Titel „Liebe“ zu verfassen. Sie bezahlt gut, 2000 Mark im Monat, und Anselm braucht das Geld. Bei seiner ersten Konfrontation mit diesem Thema muss er konstatieren, dass er eigentlich nichts über die Liebe weiß. Und so versucht Anselm, ein eher durchschnittlich aussehender, schmaler Typ mit lichtem Haaransatz, zumindest praktisch dazuzulernen, um sich diesem Thema auch literarisch nähern zu können.
Kristleins Weg durch die Betten führt ihn von seiner Ehefrau Birga über Barbara, Marie, Rosa und Melanie bis an den Bodensee zu der noch sehr jungen Orli Laks. In ihr entdeckt er die wahre Bedeutung von Liebe, die ihn all seine erotischen Irrwege der vergangenen Jahrzehnte vergessen machen und wieder jung werden lässt. Nach diesen sinnesfreudigen Abenteuern möchte Anselm auf Anraten seiner Ehefrau das Buch lieber „Anstatt Liebe“ nennen, denn dies kommt seinem eigenen Befund sehr viel näher. Nach dieser erhellenden amourösen Odyssee durch die Welt des ewig Weiblichen kehrt Anselm Kristlein ebenso erkenntnisreich wie moralisch-amourös geläutert in die Arme von Birga zurück, in der sich Traum und Wirklichkeit vereinen. Das Buch muss er nun nicht mehr schreiben.

## Produktionsnotizen
Die 34 Drehtage umfassenden Dreharbeiten zu der Film-Fernseh-Gemeinschaftsproduktion Das Einhorn begannen am 25. Juli 1977, wurden dann aber für zwei Monate unterbrochen und am 26. September 1977 wieder aufgenommen. Letzter Drehtag war der 3. Januar 1978. Gefilmt wurde in München, Lindau am Bodensee, Baden-Baden, Karlsruhe und Duisburg. Der Film wurde am 24. Februar 1978 fertig gestellt. Die Uraufführung erfolgte am 29. September 1978 in drei Kinos in Berlin, München und Frankfurt am Main.
Die Filmbauten entwarf Jörg Höhn, die Kostüme Stasi Kurz. Die Redaktion für den SWF in Baden-Baden übernahm Gig Malzacher. Dieter Schönemann und Werner Rollauer übernahm die Produktionsleitung.
Der Film erhielt trotz zahlreicher schlechter Kritiken (siehe unten) das Prädikat „wertvoll“.
Für Peter Vogel war Das Einhorn sein letzter Kinofilm; er nahm sich noch 1978 das Leben.

## Kritik
„Peter Vogel als Anselm Kristlein hat nach langen Theaterjahren endlich einmal wieder eine gute Filmrolle erhalten. Der Schauspieler … erweist sich als Idealbesetzung für Walsers Romanfigur. (…) Die Schweizerin Miriam Spoerri meistert ihre Rolle als Verlegerin Melanie Sugg. Christiane Rücker darf wie fast immer ihre üppigen Reize ausgiebig zeigen. (…) Martin Walser hat an der Ausarbeitung des Drehbuches mitgearbeitet. Das kam auch dem Film zugute. Sehr oft wird beklagt, daß aus guten Romanvorlagen schlechte Filme werden. Autoren distanzieren sich meist enttäuscht. Hier muß das nicht unbedingt der Fall sein.“

„Die Story blieb getreulich erhalten – sollte also schon Martin Walsers Roman von 1966 so trostlos gewesen sein wie dieses Schlafmittel von einem Film, das vorgibt, seine Kinofassung darzustellen? Nein, das war er jedenfalls nicht. Der Roman war ein Buch über einen Fall von Unruhe in der Zivilisation, von vorwiegend amouröser Unruhe, vorgetragen in Walsers beunruhigter, wütiger, besessener Sprache. Von der Sprache behält der Film ein paar Zitate übrig; seine Bildersprache ist von elegisch schleichender Betulichkeit. Vollends versagt der Film aber bei dem Versuch, sich diesen von Satz zu Satz, von Beobachtung zu Beobachtung, von Affäre zu Affäre und dann gar von den Affären zur Liebe schnellenden Anselm Kristlein zu vergegenwärtigen. Peter Vogel spielt ihn als eine Trantüte, einen Phlegmatiker von Graden, in den sich geheimnisvollerweise eine Frau nach der anderen vergafft, so daß er widerstrebend von einem Abenteuer in das nächste gepufft wird. Weder seine intellektuelle noch seine erotische Nervosität ist diesem leibhaftigen Passiv, dieser wandelnden Vakanz auch nur eine Minute lang zu glauben, und mit dieser Fehlbesetzung im Zentrum nimmt sich die ganze Handlung aus wie ein einziges absurdes Mißverständnis.“

„Peter Vogel in seiner letzten Hauptrolle: eine sensible Mischung aus Empfindsamkeit und Eitelkeit, aus Leiden an der Welt und an sich selber.“

„Verfilmung des gleichnamigen Romans über einen ehemaligen Werbetexter, der den Auftrag erhält, einen Sachroman über die Liebe zu schreiben. Martin Walsers Psychogramm eines Kleinbürgers, der dem beruflichen und sexuellen Leistungsdruck der bundesdeutschen Nachkriegsgesellschaft zum Opfer fällt, erweist sich als problematische Filmvorlage: hintersinniger Sprachwitz wird zum literarischen Zitat; die Bilder erscheinen wie Illustrationen.“